# IC 272
IC 272 ist eine Spiralgalaxie vom Hubble-Typ Sc im Sternbild Eridanus am Südsternhimmel. Sie ist schätzungsweise 387 Millionen Lichtjahre von der Milchstraße entfernt und hat einen Durchmesser von etwa 115.000 Lichtjahren.
Im selben Himmelsareal befinden sich u. a. die Galaxien NGC 1158, IC 268, IC 269, IC 270.
Die Typ-Ia-Supernova Kandidat NAME ATLAS 16cjv wird hier beobachtet.
Das Objekt wurde am 1. Dezember 1891 vom französischen Astronomen Stéphane Javelle entdeckt.